# La Coulotte Ridge
La Coulotte Ridge är en ås i Kanada.   Den ligger i provinsen Alberta, i den södra delen av landet, 2 900 km väster om huvudstaden Ottawa.
Trakten runt La Coulotte Ridge består i huvudsak av gräsmarker. Trakten runt La Coulotte Ridge är nära nog obefolkad, med mindre än två invånare per kvadratkilometer.